# Cruiser Mk III
Il Cruiser Mk III, denominato A13 Mk I dallo stato maggiore imperiale britannico, è stato un carro armato incrociatore del British Army nelle prime fasi della seconda guerra mondiale. La progettazione risaliva al 1936-1937 e al tentativo di copiare e utilizzare su larga scala un mezzo corazzato dotato delle sospensioni Christie, più efficaci di quelle concepite dai britannici per i primi blindati incrociatore.
Il Mk III riprese la torretta del Cruiser Mk I armata con un cannone semiautomatico da 40 mm, era spinto da un motore aeronautico Liberty prodotto su licenza e poteva arrivare a circa 50 km/h in condizioni ottimali, ma era protetto da una corazzatura sottile e, sul campo, dette prova di notevole inaffidabilità. Combatté nel corso della campagna di Francia nel 1940 senza mettersi in luce e piccoli gruppi di esemplari furono schierati anche nel teatro di guerra libico, sembra di nuovo con mediocri risultati. Fu ritirato dal servizio nel 1941, rimpiazzato dal successore Mk IV e dai mezzi forniti dagli Stati Uniti d'America.

## Storia

### Sviluppo
Nel 1934 lo Stato maggiore imperiale britannico aveva dato avvio a una nuova serie di carri armati detti "incrociatore", che dovevano essere caratterizzati da una buona velocità e da discreto armamento, allo scopo di sfruttare penetrazioni del fronte avversario e colpire i centri nevralgici nelle retrovie. Il Cruiser Mk I e il Cruiser Mk II, però, dimostrarono di essere macchine eccessivamente fragili, con motori sottopotenziati, una corazzatura sottile e diverse altri difetti tecnici; furono pertanto ordinati lotti limitati di esemplari per affinare il concetto. Nel 1936 una missione militare britannica assisté poco fuori Kiev alle manovre campali dell'Armata Rossa e i suoi membri rimasero impressionati soprattutto dai carri armati BT, al punto che il tenente colonnello Giffard Le Quesne Martel (membro della missione e responsabile della meccanizzazione nell'esercito britannico) caldeggiò l'adozione del treno di rotolamento sovietico, una copia della sospensione Christie: si trattava di un'invenzione dell'ingegnere statunitense J. Walter Christie, risalente agli anni venti ma affidabile specie in campo aperto. Nel corso dello stesso anno il governo britannico incaricò la Morris Commercial Cars di prendere contatti con l'ingegner Christie e la ditta riuscì in breve ad acquistare uno dei carri armati Christie originali ancorché privo di torretta, cui fu data la designazione di A13E1.
Il veicolo arrivò nel Regno Unito il 7 novembre 1936 e fu attentamente studiato dai militari e dal personale tecnico della Morris: fu deciso di allargare e allungare lo scafo, di riutilizzare la torretta del Cruiser Mk I equipaggiata con un pezzo da 40 mm (ma con una più spaziosa cupola per il capocarro) e di mantenere le sospensioni, che riconfermarono la propria efficacia. Modifiche minori furono apportate alla trasmissione e alla frizione. Intanto la Morris aveva provveduto a istituire un'azienda sussidiaria per la branca degli armamenti, la Nuffield Mechanization and Aero Ltd., che si occupò di assemblare due prototipi, indicati come A13E2 e A13E3 e ordinati alla fine del 1936. Il primo veicolo fu consegnato nell'ottobre 1937 e immediatamente sottoposto a collaudi, durante i quali fu raggiunta una velocità di ben 56 km/h; fu una prestazione eccessiva che causò vari problemi meccanici e di governabilità. L'A13E3, perciò, ebbe il propulsore tarato su una velocità massima di circa 48 km/h e montò cingoli con maglie più corte, accorgimenti che ridussero le probabilità di scingolamento e di beccheggio in marcia. In generale, però, fu lamentata una modesta affidabilità meccanica dei due prototipi stante anche il peso superiore a quello del Cruiser Mk II, che metteva sotto sforzo il motore e le sospensioni.

### Produzione
La pressante necessità di mezzi corazzati moderni convinse lo stato maggiore imperiale a passare sopra i difetti rilevati nell'A13 e, sullo scorcio del 1937, inviò alla Nuffield Mechanization and Aero Ltd. un ordine per cinquanta esemplari, aumentato a sessantacinque nel gennaio 1938. Nel dicembre dello stesso anno cominciarono le consegne ai reparti e la commessa fu completata entro la fine dell'estate 1939, in concomitanza con l'inizio della seconda guerra mondiale. Solo una fonte dice che la produzione si fermò nel 1941.

### Impiego operativo

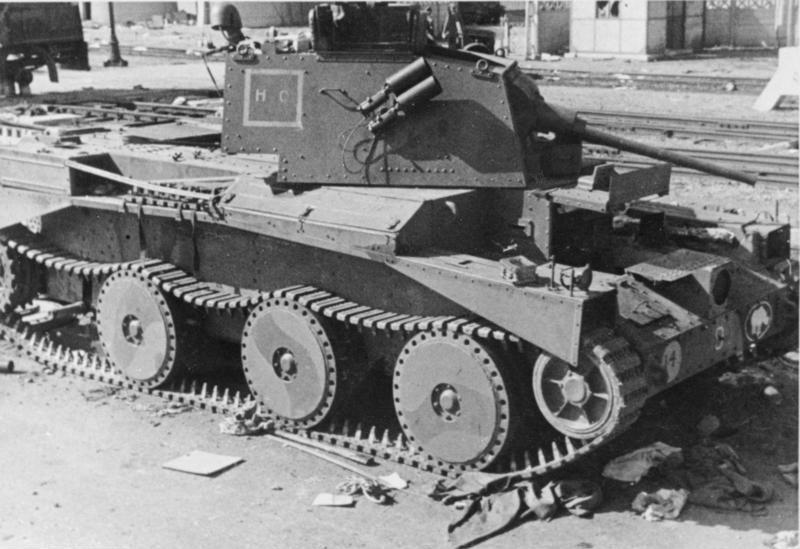
Uno dei Mk III perduti a Calais nel maggio 1940

I Mk III furono concentrati nei reggimenti corazzati della 1st Armoured Division, organizzata alla fine del 1937 e inviata in Francia nel maggio 1940. Uno di questi reggimenti sbarcò a Calais e combatté nella regione circostante contro le Panzer-Division, perdendo rapidamente tutta la componente corazzata. Il resto della divisione approdò a Cherbourg e si portò a inizio giugno sulla nuova linea del fronte lungo la Somme, peraltro isolato dal resto del BEF già tagliato fuori attorno Dunkerque: i Mk III contribuirono a un limitato contrattacco nelle prime fasi dell Fall Rot tedesco, dopodiché si unirono alla rovinosa ritirata anglo-francese. I pochi mezzi che riuscirono a riguadagnare Cherbourg furono lasciati lì nel corso della rapida evacuazione via mare, avvenuta a metà giugno. Gli equipaggi e gli ufficiali criticarono nei rapporti la debolezza dei cingoli, troppo sottili, con battistrada liscio e facili a uscire dalla gola delle ruote; anche la cupola sul tetto della torre si dimostrò mal progettata e, se colpita, tendeva a schizzare via con conseguenze letali per il comandante.
Un gruppo di Mk III, il cui numero preciso non è noto, faceva parte del 2nd Royal Tank Regiment, dipendente dalla 7th Armoured Brigade schierata nel protettorato d'Egitto nel settembre 1940. Quando i britannici lanciarono l'operazione Compass a dicembre, per respingere la 10ª Armata italiana, pare che lasciarono in seconda linea i Mk III. Nel contesto dell'operazione Crusader (novembre 1941) la 7th Armoured Brigade era composta per metà da carri armati incrociatore, quasi tutti Cruiser Mk IV e alcuni superstiti Mk III che furono subito dopo rimossi dal servizio attivo.
Una sola fonte ne riporta uno sporadico impiego nel corso della campagna di Grecia, tra il marzo e l'aprile 1941.

## Tecnica

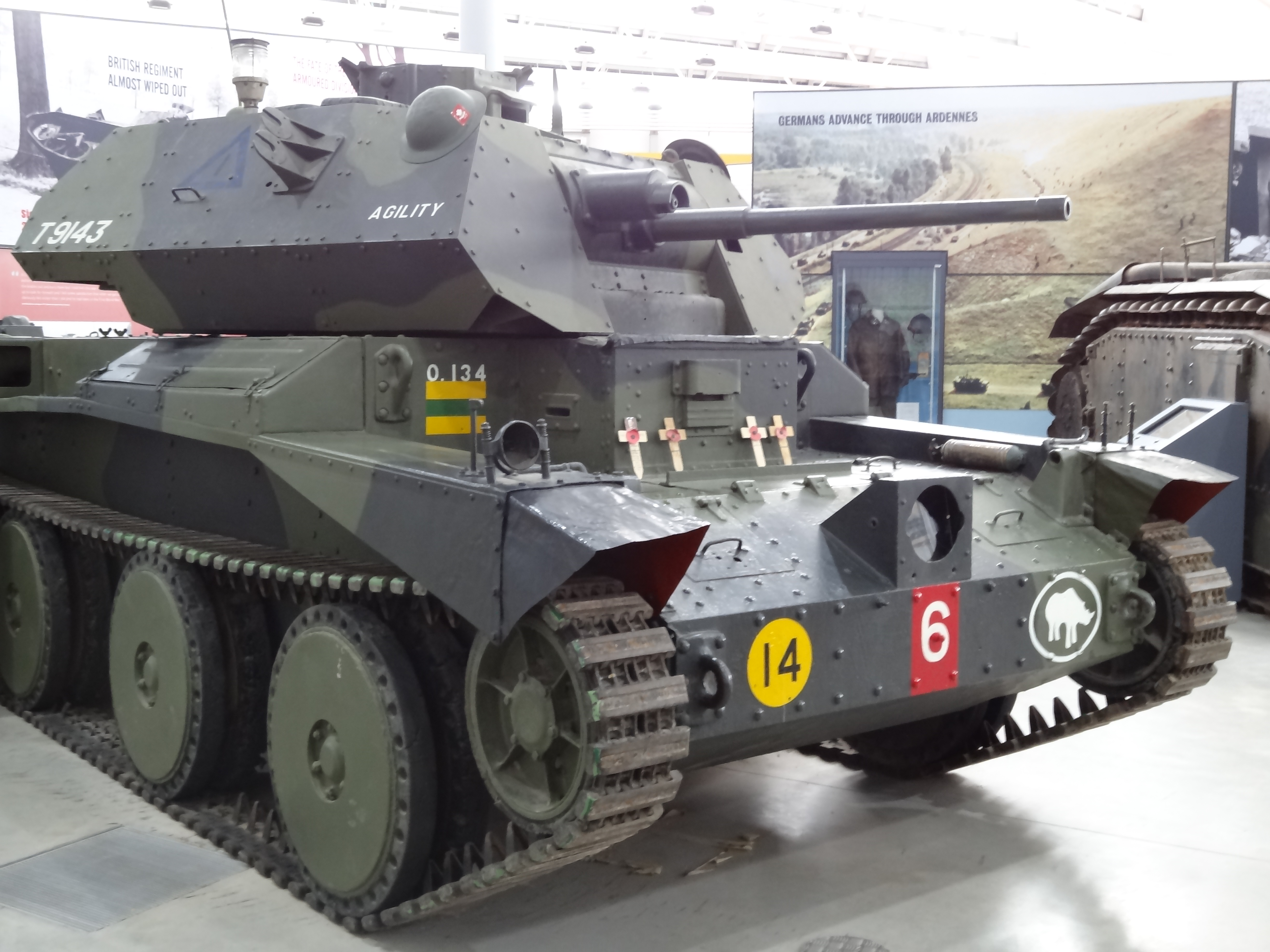
Esemplare conservato al The Tank Museum di Bovington: evidente la postazione cubica del pilota

Il Cruiser Mk III era lungo 6,02 metri (30 centimetri in più del carro armato Christie), largo 2,54 metri (14 centimetri in più del Christie) e alto 2,59 metri. Il peso in ordine di combattimento era di 14,25 tonnellate.
Il mezzo poggiava su un treno di rotolamento tipo Christie, formato da quattro grandi ruote portanti distanziate, una ruota di rinvio anteriore e una motrice posteriore, scelta tecnica già adottata sui precedenti Mk I e II; non v'era alcun rullo superiore e ogni ruota era servita da braccia snodate vincolate a una grossa molla elicoidale: le sospensioni erano interne. I cingoli erano larghi 306 mm. Nel vano posteriore dello scafo era sistemato il motore, un Liberty L-12 a dodici cilindri a V, cilindrata di circa 27 000 cm³ di derivazione statunitense, originariamente pensato per gli aeroplani. L'apparato fu prodotto su licenza dalla Nuffield, era alimentato a benzina e sviluppava una potenza di 340 hp a 1 500 giri al minuto; consentiva al Mark III di raggiungere la velocità massima di 48 km/h su strada asfaltata e di circa 39 km/h mentre su terreni non preparati. L'avviamento era elettrico oppure mediante aria compressa. L'autonomia su strada ammontava a 140 chilometri.
In torretta era concentrato l'armamento. La dotazione principale era un cannone Ordnance QF 2 lb da 40 mm L/52, capace di mettere fuori uso la gran parte dei mezzi corazzati coevi. Coassiale al pezzo si trovava una mitragliatrice Vickers da 7,7 mm raffreddata ad aria. Il veicolo aveva spazio interno sufficiente per trasportare ottantasette granate e 3 750 cartucce. Una fonte parla di due mitragliatrici Vickers, senza tuttavia specificarne l'esatta installazione. In torretta sedevano tre dei quattro membri dell'equipaggio: comandante, cannoniere e caricatore, mentre il pilota si trovava nel vano anteriore dello scafo e guidava il mezzo mediante leve direzionali e il sistema frizione-freno. In ottemperanza al ruolo previsto, il Mk III sacrificava la corazzatura per puntare tutto su velocità e armamento; pertanto lo spessore massimo di 14 mm era riscontrabile solo sul lato anteriore di torretta e scafo. Il fondo era protetto solo da lastre spesse 6 mm e non sono note le misure delle altre protezioni.

## Varianti
Già nella rifinitura dei progetti del Cruiser III la scarsa corazzatura era stata criticata. Pertanto, in corso di produzione, la Nuffield assemblò un Mk III con corazzature aggiuntive sul lato frontale e il nuovo mezzo fu battezzato Cruiser Mk IV; lo stato maggiore generale lo indicò come A13 Mk II. In seguito fu oggetto di modifiche minori e divenne il più prolifico dei carri armati incrociatore di prima generazione.